# Maserati Merak
Maserati Merak (Tipo 122) är en sportbil, tillverkad av den italienska biltillverkaren Maserati mellan 1972 och 1983.
Merak är i praktiken en Bora med Maseratis V6-motor. Tack vare den kortare motorn har man lyckats pressa in ett minimalt baksäte i kupén. Produktionen uppgick till 1 817 vagnar.
Varianter:
| Modell | Motor              | Cylindervolym | Effekt | Bränslesystem |
| ------ | ------------------ | ------------- | ------ | ------------- |
| 2000   | 6-cyl V-motor dohc | 1999 cm³      | 160 hk | Förgasare     |
| 3000   | 6-cyl V-motor dohc | 2965 cm³      | 190 hk | Förgasare     |
| SS     | 6-cyl V-motor dohc | 2965 cm³      | 220 hk | Förgasare     |